# Lendiglesia
Lendiglesia (oficialmente y en asturiano: Llendigresia) es una aldea perteneciente a la parroquia de Castrillón, en el concejo de Boal, comarca de Eo-Navia, Principado de Asturias, España.
Cuenta con una población de 31 habitantes (INE, 2013), y se encuentra a unos 230 m de altura sobre el nivel del mar, en la margen derecha del río Navia. Dista aproximadamente 11 km de la capital del concejo, tomando desde esta primero la carretera AS-12 en dirección a Grandas de Salime, y desviándose luego en San Luis por la AS-35 en dirección a Villayón.